# Place du Parlement-de-Bretagne
Pour les articles homonymes, voir Place du Parlement, Palais du Parlement de Bretagne et Parlement de Bretagne.
La place du Parlement-de-Bretagne est une place de Rennes,

## Situation et accès
Elle est située dans le centre-ville à proximité de la place de la Mairie et un peu au sud de la place Hoche.
Le site est desservi par la ligne A du métro de Rennes à la station République et par la ligne B à la station Saint-Germain.

## Origine du nom

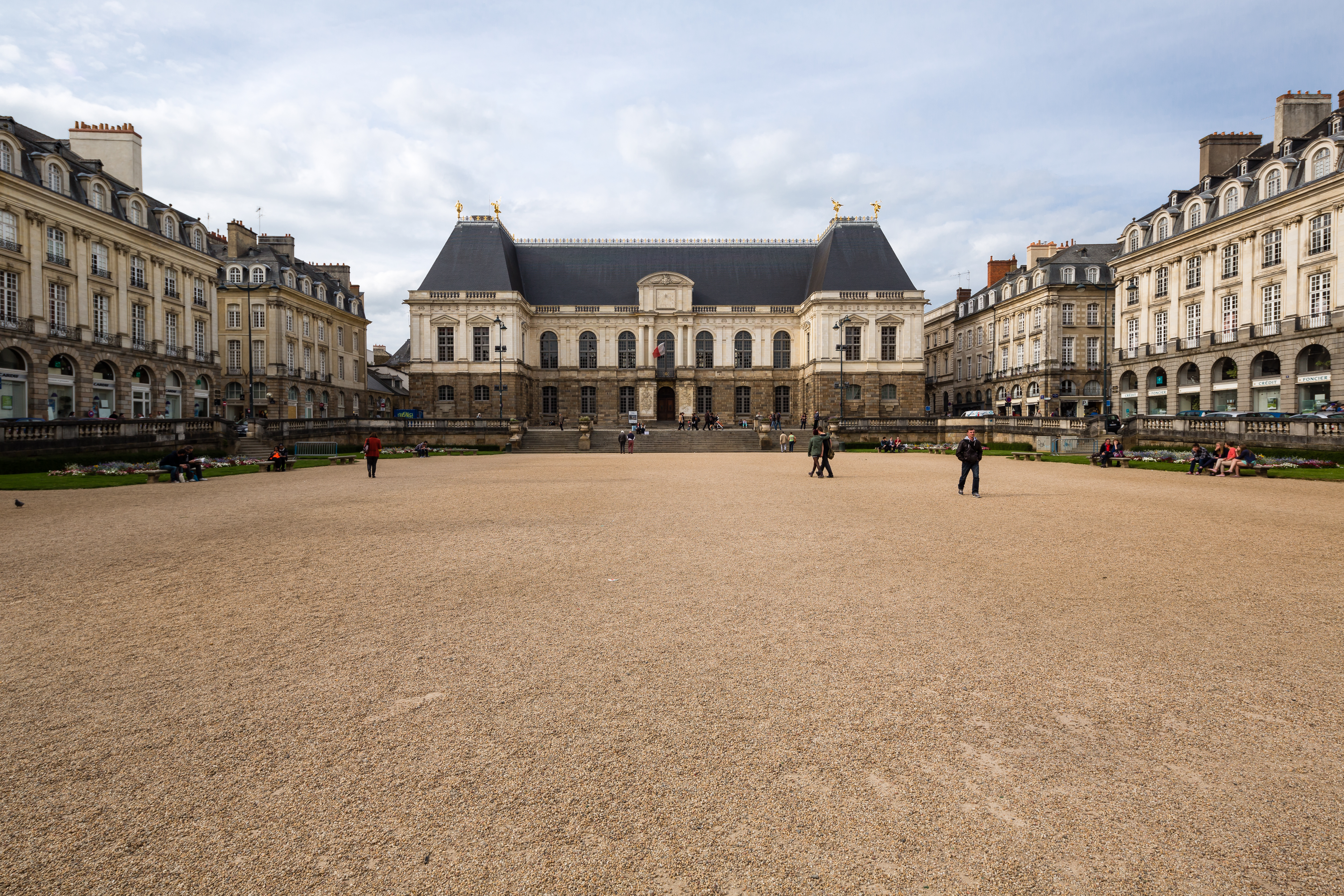
Le palais du Parlement de Bretagne domine la place.

Elle doit son nom au palais du Parlement de Bretagne[réf. souhaitée] qui la domine sur son côté Nord, et où les audiences des différentes chambres du Parlement de Bretagne se tinrent.
Auparavant jusque dans les années 1970, le bâtiment était désigné comme le Palais de Justice et la place s’appelait : « place du palais de justice » ou simplement « place du Palais ». De sa construction en 1726 à la Révolution en 1792, elle se nommait « place Louis-le-Grand ». En 1792, elle est renommée « place de l’Égalité ».
La plaque bilingue français-breton donne l’odonyme « plasenn Breujoù Breizh » en breton. On trouve parfois le synonyme « leurgêr » à la place de « plasenn » et la variante « Breudoù Breizh » au lieu de « Breujoù Breizh ».

## Historique

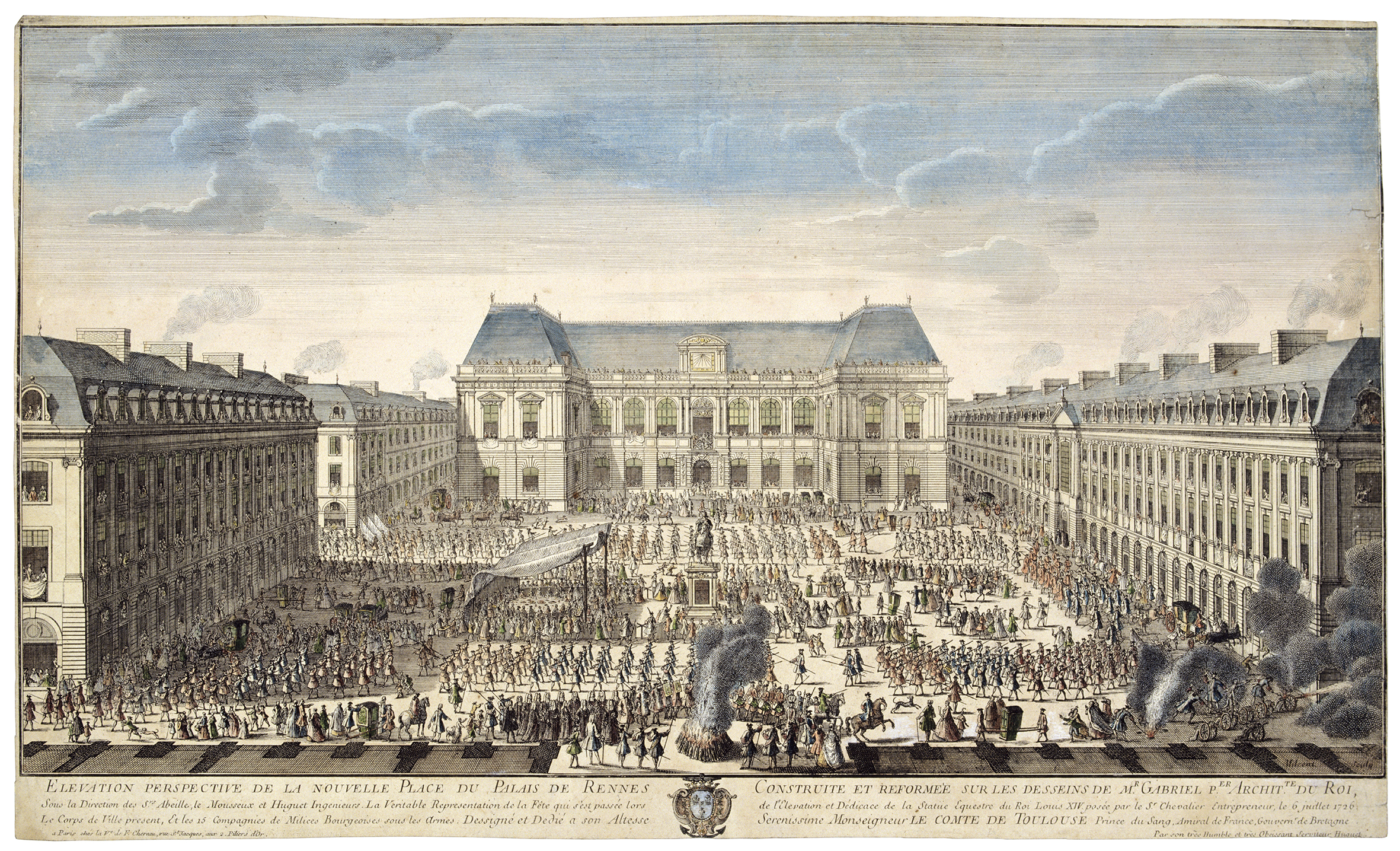
Place du Palais de Rennes lors de l’inauguration de la statue équestre de Louis XIV.

Cette place royale fut créée à la suite de l’incendie du 23 décembre 1720 qui ravagea une partie du cœur de Rennes. La reconstruction de la ville est d’abord confiée à Robelin, ingénieur militaire, mais jugé trop onéreux son projet est abandonné au profit de celui de Jacques Gabriel.
Le style adopté pour le palais du Parlement de Bretagne, avec un rez-de-chaussée en granite et les étages en tuffeau, est appliqué à la ville reconstruite, et par conséquent aux immeubles bordant la place. L'ensemble des façades est protégé au titre des monuments historiques,. Seul l’hôtel de Mucé, situé au 4 place du Parlement-de-Bretagne, a été construit sur les plans de Robelin et diffère donc des autres immeubles de la place construits par Gabriel.
En 1730, une statue équestre de Louis XIV de Coysevox est placée au centre de la place. Elle sera par la suite fondue lors de la Révolution.
La ligne 3 du tramway a traversé la place jusqu’en 1938. Des rails sont encore visibles au pied du palais. Le sol de la place est classé au titre des monuments historiques par arrêté du 29 octobre 1942.
La place est un lieu de rassemblements à Rennes : de nombreux animations et manifestations s'y déroulent, comme des animations des Tombées de la nuit, le Mythos ou un Marché de Noël.

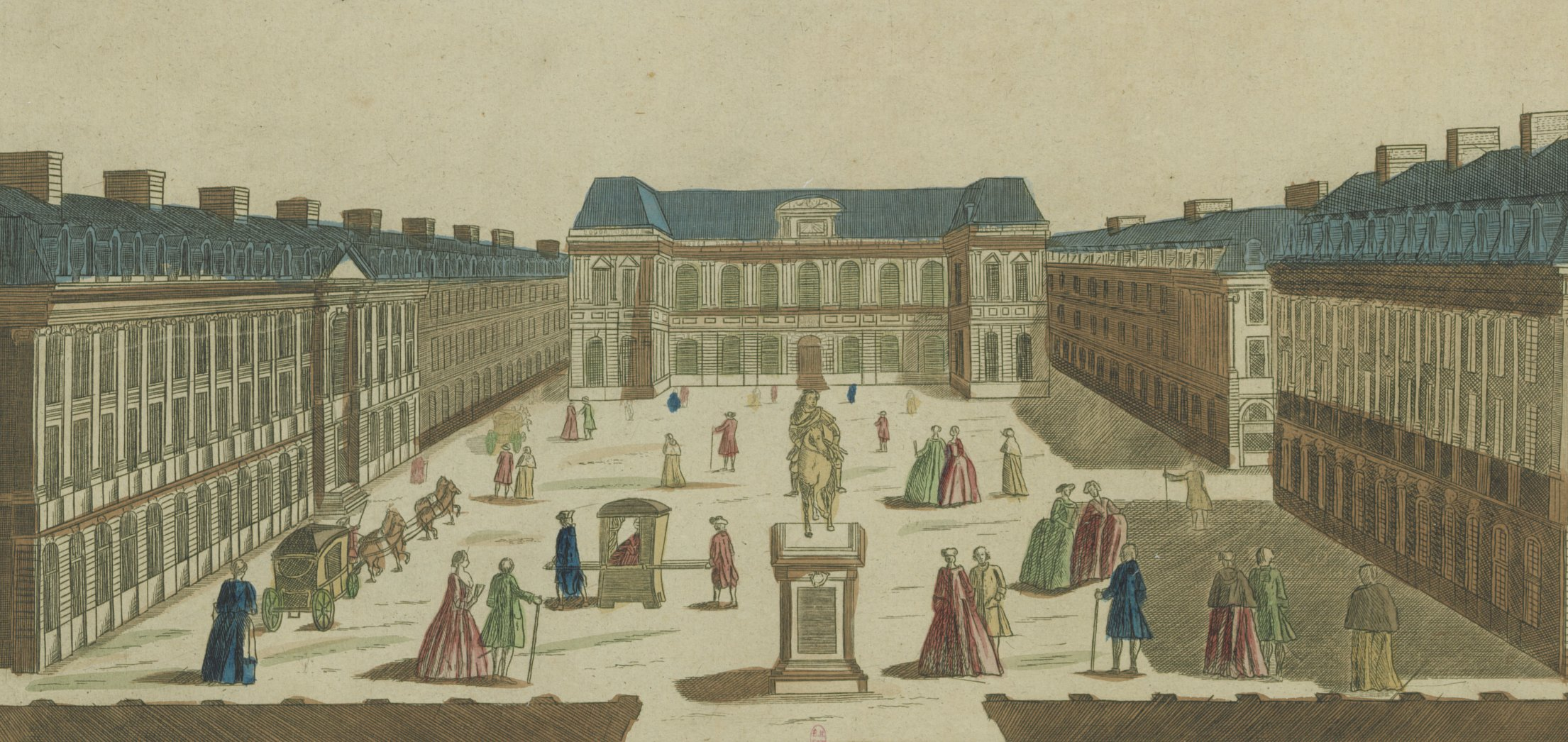
La place en 1789 avec statue équestre de Louis XIV visible.
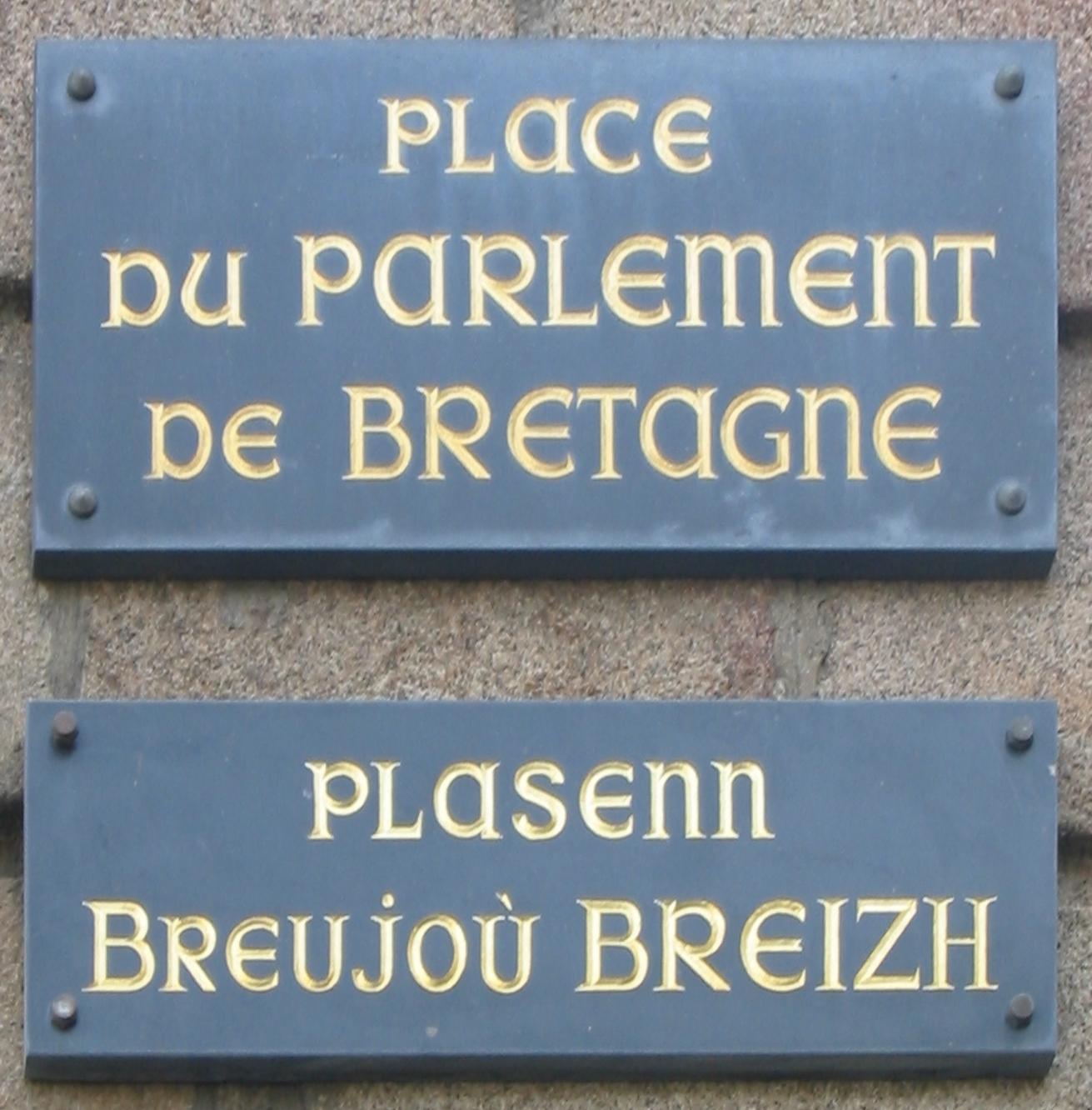
Plaque signalétique en français et en breton.
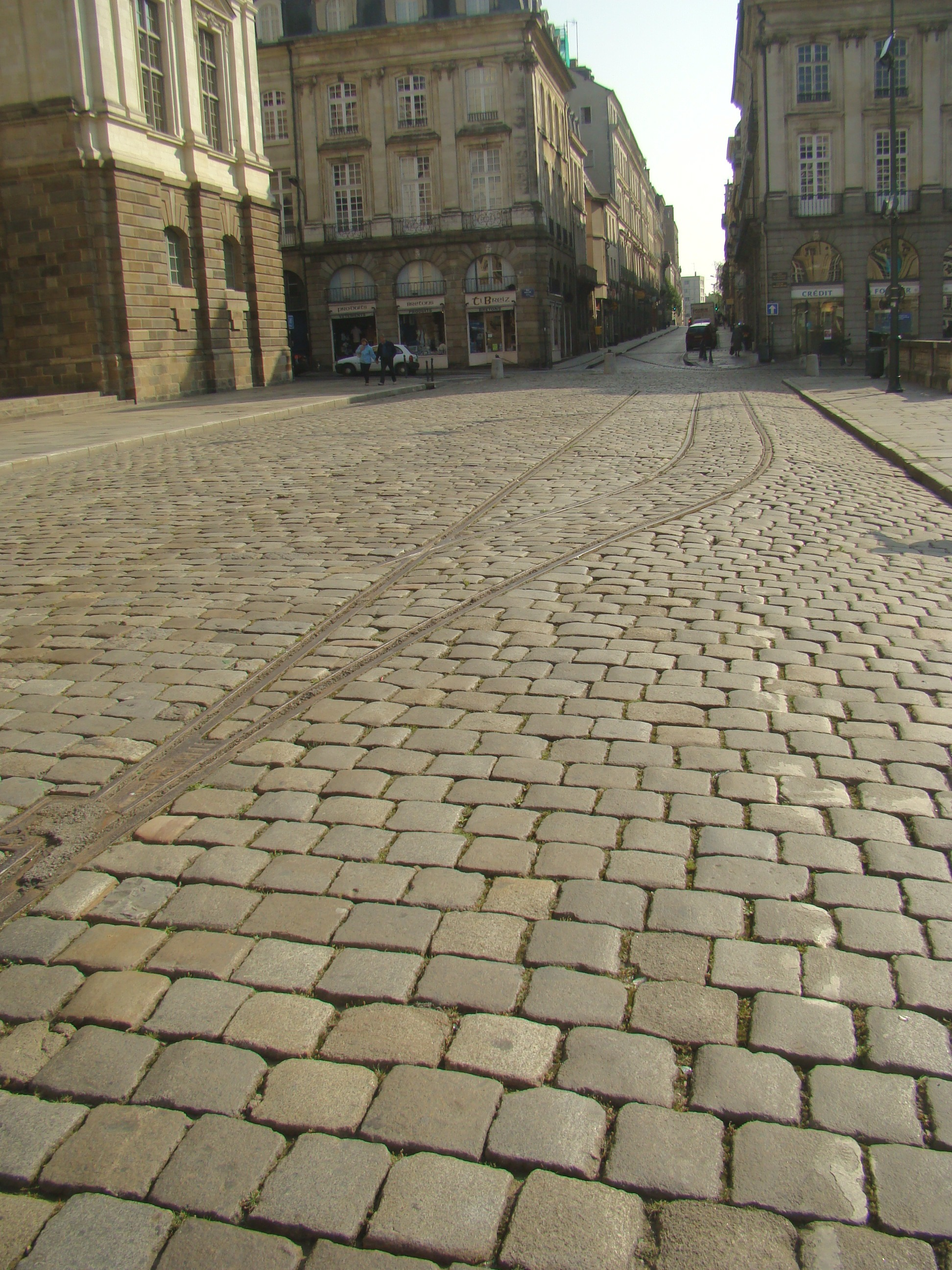
Anciens rails de tramway devant le palais du Parlement de Bretagne.
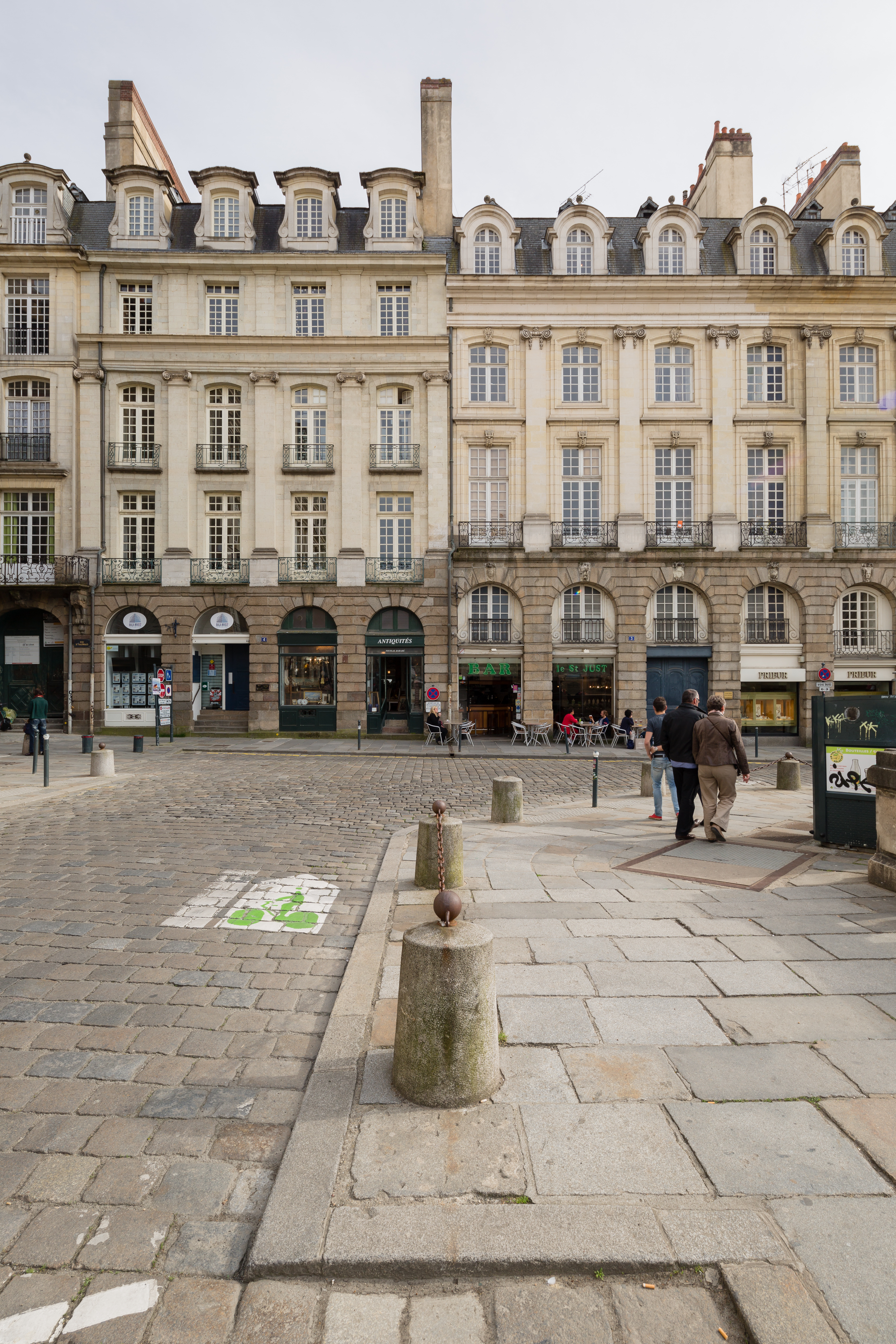
L'hôtel de Mucé, construit par Robelin, se démarque des autres.
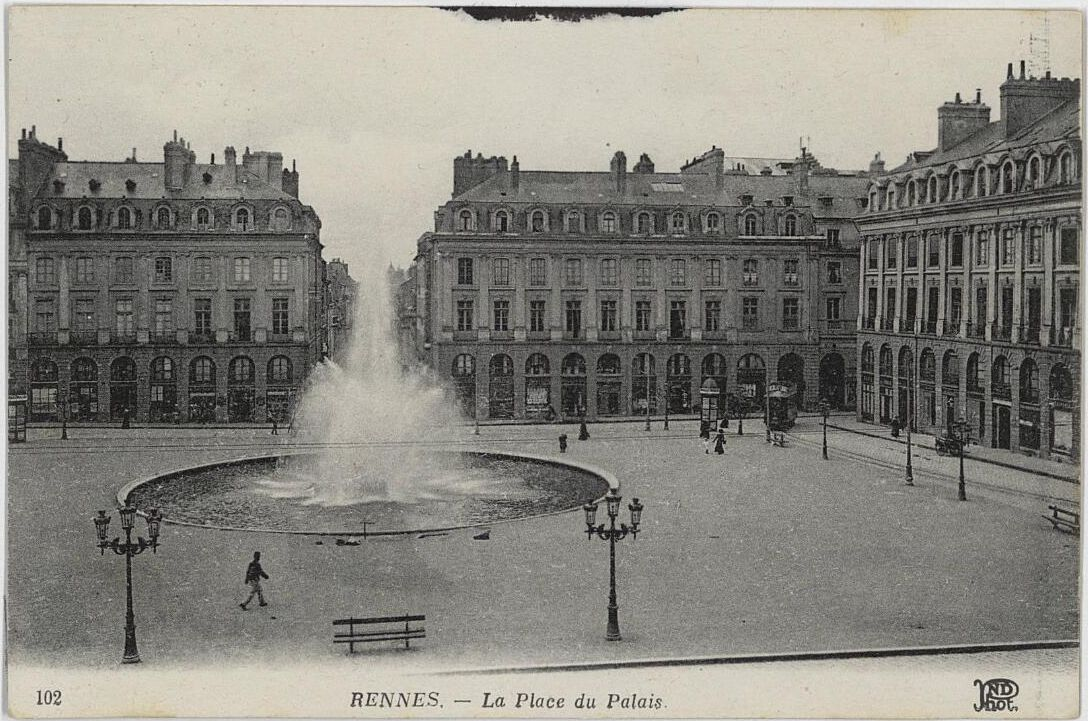
Place du Parlement, début du XXe siècle.
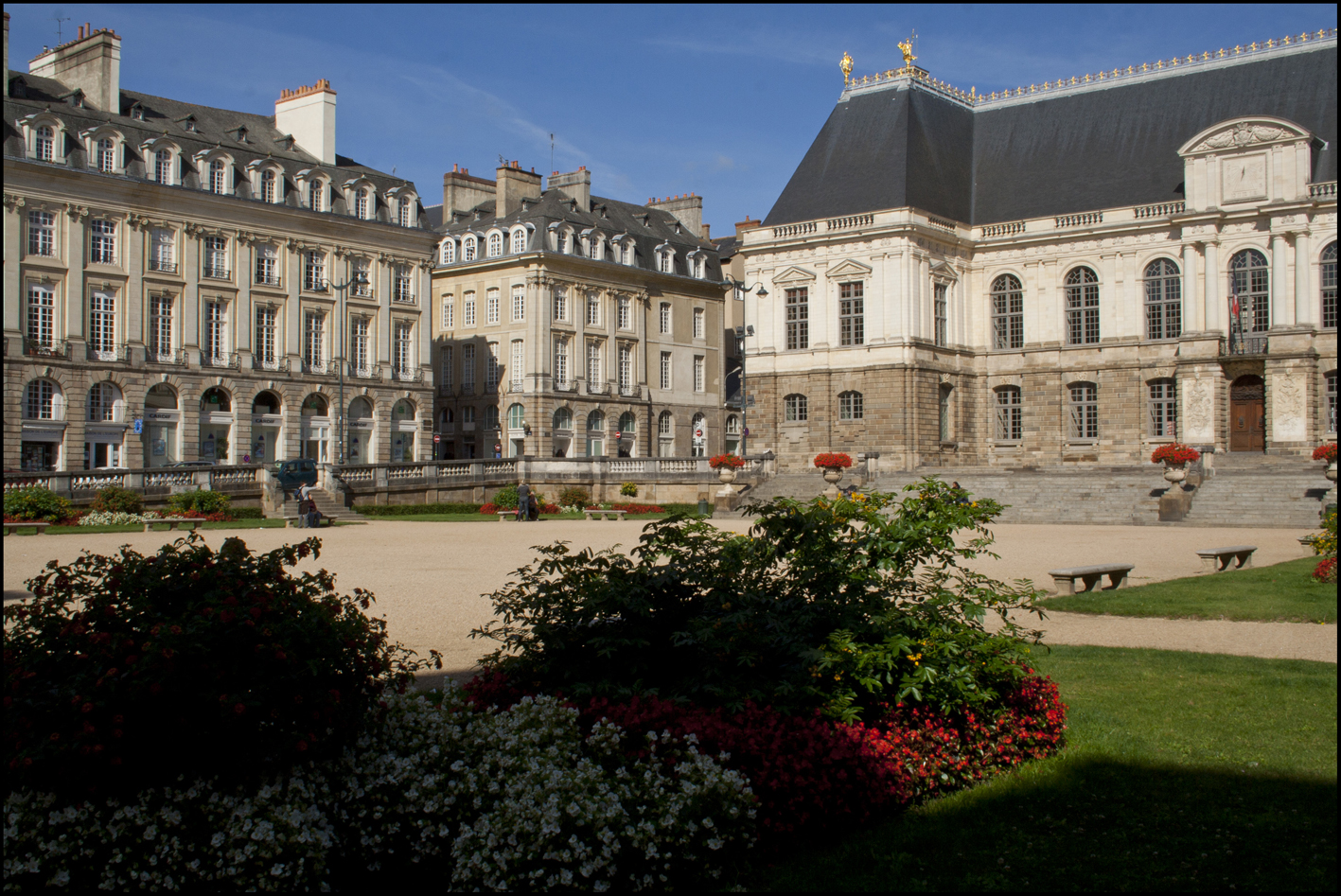
Place du Parlement, en 2012.